# Komet
- Zgoraj: 9P/Tempel (izstrelek s trkom: Deep Impact) in 67P/Čurjumov-Gerasimenko (Rosetta)
- na sredini: 17P/Holmes in njegov modri ioniziran rep in 81P/Wild (Wild 2) ob srečanju z sondo Stardust
- Spodaj: Hale–Bopp opazovan iz zemlje leta 1997 in C/2011 W3 (Lovejoy) fotografiran iz Zemljine orbite

Komèt (grško starogrško κομήτης: kométes - zvezda z lasmi, iz komé - lasje; ali repatíca) je majhno astronomsko telo, podobno asteroidu, vendar sestavljeno pretežno iz ledu. Skoraj vsa masa kometa je v njegovem jedru, ki je sestavljen iz kamenja in niklja ter železa.  Ti delci so med seboj povezani z ledom. Ko se komet približa Soncu, se ta led spremeni v plin. Ta plinasti oblak se potem razporedi okrog jedra kometa in nastane koma. Koma je plinasta in prašna ovojnica jedra. Sončev veter potem odbija delce prahu iz kome in pojavi se dolg rep, ki je dolg tudi do 100.000 km in je usmerjen stran od Sonca. Najbolj znan komet je Halleyjev komet, ki ima obhodno dobo 76 let.
Tirnica kometa lahko seka tudi tirnico Zemlje. Ko potuje Zemlja skozi področje z delci, ki jih je zapustil komet, se pojavi meteorski roj. Najbolj znan takšen roj so Perzeidi med 9. in 13. avgustom, ko Zemlja potuje preko tirnice kometa Swift-Tuttle. Na poti skozi tirnico Halleyjevega kometa nastane v oktobru meteorski roj Orionidov.
Kometi se razlikujejo od asteroidov po repu (komi), ki se nahaja za kometom. V daljšem času lahko komet izgubi vse hlapljive snovi. S tem postane podoben asteroidom. Kometi in asteroidi se razlikujejo tudi po mestu nastanka. Kometi so nastali v zunanjem delu Osončja, asteroidi pa v notranjem delu.
V novembru 1999 (2008)so poznali 3572 kometov, od katerih jih je 1500 Kreutzovih bližnjesončevih kometov in 400 je kratkoperiodičnih. To je verjetno izredno majhen del teles, ki bi lahko bili kometi, saj predvidevajo, da je takšnih okoli trilijon. Običajno vsako leto s prostim očesom vidimo samo enega, pa še ta ni vedno zanimiv za širšo javnost.

## Označevanje kometov
V letu 1994 je Mednarodna astronomska zveza  uvedla nov način označevanja kometov. Novo odkritemu kometu Mednarodna astronomska zveza podeli začasno ime, ki je sestavljeno iz leta odkritja in velike črke, ki označuje polovico (prvo ali drugo) (glej Začasno označevanje nebesnih teles ) meseca v katerem je bil odkrit. Dodajo še številko, če bi v eni polovici meseca odkrili več novih kometov. Pred to oznako pa dodajo oznako, ki označuje lastnost kometa:
- P/ označuje periodične komete
- C/ označuje neperiodočne komete
- X/ označuje komete za katere se ne more določiti tirnica (kometi opaženi v preteklosti)
- D/ označuje komete, ki so razpadli ali so jih izgubili
- A/ označuje telesa, ki so jih najprej imeli za komete, pozneje pa so ugotovili, da so asteroidi

Ko je natančno določena tirnica (po drugem prehodu perihelija) dobi komet še zaporedno številko (podobno kot pri asteroidih). Tako ima prvi odkriti periodični komet (Halleyjev komet) oznako 1P/1682 Q1. Poznamo pa tudi pet teles, ki jih obravnavamo kot komete in kot asteroide. To so 2060 Hiron (95P/Chiron), 4015 Wilson-Harrington (107P/Wilson-Harrington), 7968 Elst-Pizarro (133P/Elst-Pizarro), 60558 Eheklej (174P/Echeclus) in 118401 LINEAR (176P/LINEAR (LINEAR 52)). Kometi, ki pa najprej dobijo oznako asteroida, pa s tem pridobijo nenavadno ime. Primer: P/2004 EW38 (Catalina-LINEAR).

## Fizične značilnosti

### Jedro
Jedro kometa je običajno veliko od 100 m do 40 km. Komet z jedrom večjim od 40 km ni znan. Sestavljeno je iz kamnin, prahu, vodnega ledu in zamrznjenih plinov (ogljikov monoksid, ogljikov dioksid, metan in amonijak). Velikokrat komete opisujejo tudi kot umazane snežene kepe. Kometi vsebujejo tudi organske spojine (metanol, vodikov cianid, formaldehid, etanol in etan). Verjetno pa imajo nekateri tudi bolj komplicirane spojine (ogljikovodik in aminokisline) Oblika jedra kometov je nepravilna, ker imajo premalo mase, da bi postali okrogli.
Jedra kometov so med najbolj temnimi telesi v Osončju. Sonda Giotto (Halleyjevemu kometu se je približala na 596 km) je odkrila, da Halleyjev komet odbije samo 4 % svetlobe, ki pade nanj (za primerjavo: asfalt odbije 7 % svetlobe). Tudi sonda Deep Space 1 je izmerila, da površina kometa 19/P Borrelly odbije od 2,4 do 3 % svetlobe. Temna površina kometov povečuje absorbirano toploto in s tem se izhlapevanje še poveča.
| Name                     | Dimenzije (km)  | Gostota (g/cm3) | Masa (kg) | Sklici        |
| ------------------------ | --------------- | --------------- | --------- | ------------- |
| Halleyjev komet          | 15 × 8 × 8      | 0,6             | 3×1014    | [ 12 ] [ 13 ] |
| Tempel 1                 | 7,6 × 4,9       | 0,62            | 7,9×1013  | [ 14 ] [ 15 ] |
| 19P/Borrelly             | 8 × 4 × 4       | 0,3             | 2,0×1013  | [ 14 ]        |
| 81P/Wild                 | 5,5 × 4,0 × 3,3 | 0,6             | 2,3×1013  | [ 14 ] [ 16 ] |
| 67P/Čurjumov-Gerasimenko | 4,1 × 3,3 × 1,8 | 0,47            | 1,0×1013  | [ 17 ] [ 18 ] |

### Koma
V zunanjem delu Osončja komete težko opazimo, ker ostanejo zamrznjeni in so po velikosti zelo majhni. O opažanjih neaktivnih kometov v kuiperjevem pasu poročajo tudi po opazovanjih z Vesoljskim teleskopom Hubble. Teh opažanj še niso potrdili neodvisni opazovalci, zato niso povsem zanesljiva. Ko se komet približuje notranjemu delo Osončja, pričnejo lahko hlapljive snovi izparevati na površini. Pri tem se seveda izloča tudi prah, ki je vključen v zamrznjeno telo jedra kometa. To povzroči, da nastane okoli kometa oblak prahu in plinov, ki je podoben atmosferi, kar imenujemo koma. Zaradi tlaka Sončevega sevanja in Sončevega vetra se naredi velikanski rep, ki vedno kaže v nasprotni smeri od Sonca. Tokovi prahu in plinov tvorijo dva repa, ki kažeta v rahlo različni smeri. Rep, ki je nastal iz delcev prahu, je rahlo ukrivljen. Rep, ki je nastal iz ioniziranega plina, pa kaže točno v smeri od Sonca navzven. Na ione plina močneje vpliva Sončev veter, delci prahu pa se gibljejo v smeri silnic magnetnega polja. Koma kometa je lahko večja od Sonca, sam rep pa je lahko tudi daljši od 1 a.e. Ionski rep je rezultat fotoelektričnega pojava pri delovanju ultravijoličnega sevanja na komo. Ko so delci ionizirani, imajo skupni pozitivni električni naboj.  To povzroči inducirano magnetosfero okoli kometa. Inducirana magnetosfera predstavlja oviro za Sončev veter, ki se giblje od Sonca navzven. Relativna razlika v hitrosti kometa in Sončevega vetra povzroča udarni val. V tem udarnem valu se koncentrirajo kometovi ioni in polnijo Sončevo magnetno polje s plazmo. Magnetne silnice se ukrivijo okoli kometa in tvorijo rep. Če je polnjenje repa z ioni dovolj veliko, potem se silnice magnetnega polja združijo v neki točki, kjer pride do ponovne povezave magnetnega polja.
Koma in rep osvetljuje Sonce in tako postaneta vidna z Zemlje, ko se komet giblje v notranjem delu Osončja. Prah odbija vpadlo svetlobo, plini pa sevajo zaradi ionizacije. Večina kometov je preslabotnih, da bi jih videli s protim očesom. Nekateri pa postanejo nenadoma tako svetli, da jih lahko vidimo. Občasno kometi tudi kažejo nenadne izbruhe plina in prahu, kar močno poveča komo. 
V letu 1996 so opazili tudi, da kometi oddajajo tudi rentgenske žarke. To je zelo presenetilo raziskovalce. Predvidevajo, da nastanejo takrat, ko visoko ionizirani ioni letijo skozi kometovo komo. Pri tem pride do trkov z atomi in molekulami kometa. Pri tem ioni zajamejo enega ali več elektronov in oddajo X- žarke in fotone ultravijoličnega sevanja.

### Udarni val
Udarni valovi nastanejo zaradi medsebojnega vpliva med sončevim vetrom in ionosfero kometa, ki nastane z ionizacijo plinov v komi. Ko se komet približuje Soncu, povečanje hitrosti izpuščanja plinov povzroči, da se koma razširi in sončna svetloba ionizira pline v komi. Ko sončev veter preide skozi to ionsko komo, se pojavi udarni val.
Prva opazovnanja so bila opravljena v osemdesetih in devetdesetih letih, ko je več vesoljskih plovil preletelo komete 21P/Giacobini–Zinner, 1P/Halley, in 26P/Grigg–Skjellerup. Takrat so ugotovili, da so udarni valovi kometov širši in postopnejši kot ostri planetrani udarni valovi. Vsa ta opažanja so bila narejena v bližini perihelija, ko so bili udarni valovi že popolnoma razviti.
Sonda Rosetta je opazovala udarni val kometa 67P/Čurjumov-Gerasimenko v zgodnji fazi razvoja udarnega vala, ko se izpuščanje plinov povečevalo med potovanjem kometa proti Soncu. Ta mladi udarni val se je imenoval "infant bow shock". Le-ta je asimetričen in v primerjavi z razdaljo do jedra širši od popolnoma razvitih udarnih valov.

### Repi
Repi kometov in kome so vidni deli kometov, ko jih osvetljuje Sonce; z Zemlje pa lahko postanejo vidni, ko se komet giblje skozi notranji Sončni sistem. Ko se komet približuje notranjemu Osončju, sončevo sevanje povzroči izhlapevanje hlapljivih materialov iz kometa ter odnašanje prašnih delcev. Ločeni repi se tvorijo iz prahu in plinov, ki postanejo vidni zaradi različnih pojavov; prah neposredno odbija sončno svetlobo, plini pa žarijo zaradi ionizacije. Večina kometov je premalo vidnih, da bi jih bilo mogoče videti brez pomoči teleskopa, vendar jih nekaj v vsakem desetletju postane dovolj svetlo, da jih lahko vidimo s prostim očesom.

### Gejzirji plina ali prahu
Neenakomerno segrevanje lahko povzroči, da na površini njegovega jedra nastanejo številni gejzirji snovi (angleško: jets), ki bruhajo plin in prah v komo. Ti tokovi plina in prahu lahko povzročijo, da se jedro vrti ali celo razcepi.

## Orbitalne značilnosti
Kometi imajo zelo različne obhodne dobe, ki so lahko velike od nekaj let pa vse do nekaj sto tisoč let. Nekateri od njih letijo mimo Sonca samo enkrat, ker jih težnostna sila izvrže v medzvezdni prostor. Komete pogosto razvrščajo glede na dolžino njihovih obhodnih dob: daljša kot je obhodna doba, daljša je elipsa.
Periodični kometi imajo stabilno tirnico po kateri se gibljejo tako, da v daljšem ali krajšem času obkrožijo Sonce. Neperiodični kometi imajo parabolično ali hiperbolično tirnico. Takšni kometi se enkrat pojavijo, potem pa nikoli več.

### Kratkoperiodočni kometi
Kratkoperiodočni kometi imajo obhodno dobo krajšo od 200 let. Ta vrsta kometov izvira verjetno iz Kuiperjevega pasu ali v razpršenem disku. nakloni tirnice teh kometov so okoli 20° in tako se nahajajo blizu ekliptike. Pri več kot polovici kratkoperiodičnih kometih leži perihelij tirnice blizu tirnice Jupitra (to je med 5 in 6 a.e.). Te komete obravnavamo kot Jupitrovo družino kometov.

### Dolgoperiodični kometi
Dolgoperiodični kometi imajo obhodno dobo daljšo od 200 let. Verjetno izhajajo iz Oortovega oblaka. Njihov način gibanja je lahko prograden ali retrograden. Izsrednost njihove tirnice je blizu 1.
Kometi z enim prikazovanjem ali neperiodični kometi so podobni kometom z dolgo obhodno dobo, ker prav tako imajo parabolične ali rahlo hiperbolične tirnico, ko so blizu perihelija v notranjem Osončju. Vendar pa gravitacijske motnje velikih planetov povzročijo, da se njihove orbite spremenijo. Kometi z enim prikazovanjem imajo hiperbolični ali parabolični oskulacijski tir, ki jim omogoča trajni izhod iz Osončja po enem samem prehodu Sonca.
| Leto    | 2007 | 2008 | 2009 | 2010 | 2011 | 2012 | 2013 | 2014 | 2015 | 2016 | 2017 | 2018 |
| ------- | ---- | ---- | ---- | ---- | ---- | ---- | ---- | ---- | ---- | ---- | ---- | ---- |
| Število | 12   | 7    | 8    | 4    | 13   | 10   | 16   | 9    | 16   | 5    | 18   | 3    |

### Eksokometi
Izven Osončja so odkrili eksokomete, ki so pogosti tudi v naši Rimski cesti. Leta 1987 so zaznali okoli Beta Pictoris, zelo mlade zvezde glavnega niza tipa A, prvi sistem eksokometov.

## Galerija
- Komet McNaught fotografirani iz Victoria, Avstralija 2007
- Veliki komet iz leta 1882 iz Kreutzove družine kometov
- Veliki komet iz leta 1861
- Komet Hyakutake (žarki X, satelit ROSAT)
- "Aktivni asteroid" 311P/PANSTARRS z več repi[35]
- Komet Siding Spring (Hubble; 11 March 2014)
- Mozaik dvajsetih kometov, ki jih je odkril vesoljski teleskop WISE
- NEOWISE – podatki prvih štirih let z začetkom v decembru  2013
- C/2011 W3 (Lovejoy), ki se giblje proti Soncu
- Pogled iz udarne glave v zadnjih trenutkih pred trkom v Komet Tempel 1 med misijo Deep Impact mission

Video
- NASA razvija napravo za vračanje vzorcev na Zemljo
- Enckejev komet s svojim repom